# Sepik
Sepik nekad zvana Kaiserin kolovoza (Carica kolovoza) je jedna od najdužih rijeka na otoku Nova Gvineja duga 1 100 km,koja teče gotovo u potpunosti kroz Papuu Novu Gvineju.

## Zemljopisne karakteristike
Sepik izvire na obroncima Masiva Victor Emanuel u sredini otoka, pored naselja Telefomin.Od izvora teče prema sjeverozapadu, i jednim malim dijelom ulazi u indonezijski dio otoka, zatim naglo zavija na istok i vraća se u Papuu Novu Gvineju. Od tu teče po velikoj centralnoj nizini, u kojoj prima brojne pritoke koje se slijevaju s južnih obronaka masiva Bewani i Torricelli i sjevernih s Novo Gvinejskog gorja.

Veći dio donjeg toka rijeka meandrira kroz divljinu palminih prašuma, močvarni kraj prepun jezera i bara. Na kraju svog toka Sepik se izliva u Bismarckovo more s deltom.
Sepik nosi velike količine sedimenata u svojim vodama, a to se vidi čak 32 km od ušća (širokog 1,6 km) u oceanu, po različitoj boji vode.
Sepik sa svojim pritokama ima slijev velik oko 77 700 km², koji se proteže preko čitave sjeverozapadne polovice otoka.
Uz obale Sepika leži nema većih naselja, osim regionalnog centra Angoram, ali je cijeli donji dio sliva rijetko naseljen.
Autohtoni stanovnici Nove Gvineje žive u malim izoliranim plemenskim skupinama u par enklava duž rijeke, to su plemena;  Arapesh, Iatmul i Mundugumor. Njih je izolacija spasila od vanjskih utjecaja, pa su razvili jednu posebnu kulturu, zvanu Stil rijeke Sepik, jednu od najoriginalnijih u Oceaniji. Ona se ogleda u brojnim stvarima, od ornamenata kojima ukrašavaju svoje svakodnevne kućne predmete, oružje i muzičke instrumente do načina na koji grade kuće (s visokim trijemovima), maske i skulpture.
Rijeka je plovna više od 480 km od ušća za brodove čiji je gaz manji od 4 metra, a kanuima čak nekih 900 km.

## Vanjske poveznice
|  | Zajednički poslužitelj ima još gradiva o temi Sepik |

- Sepik River na portalu Encyclopædia Britannica (engl.)